# Fernando de Castela, Conde de Alburquerque
Fernando de Castela (1373 - 14 de agosto de 1385) era filho do infante Sancho de Castela, conde de Alburquerque, e da infanta Beatriz de Portugal.
Em 1374, sucedeu ao pai como conde de Alburquerque. Morreu aos doze anos de idade, lutando na Batalha de Aljubarrota pelo direito de sucessão de seus primos João I de Castela e Beatriz ao reino português contra seu tio João, grão-mestre da Ordem de Avis. A batalha pôs fim à questão iniciada havia dois anos, com a vitória dos portugueses sobre os castelhanos.
O condado de Alburquerque foi então passado para a irmã mais nova de Fernando, Leonor Urraca, então, com onze anos. Esta posteriormente veio a casar com seu primo-sobrinho, o infante Fernando, o segundo filho de João I, que, em 1412, tornou-se rei de Aragão.